# Rágcsálók
A rágcsálók (Rodentia) az emlősök osztályának egy rendje, amelybe 34 család és mintegy 2449 recens faj tartozik. Legközelebbi rokonaik a nyúlalakúak (Lagomorpha).
A legtöbb rágcsáló egér méretű, de azért akadnak jóval nagyobbak is. A valaha élt legnagyobb rágcsáló a Dél-Amerika elszigeteltsége idején kifejlődött, csaknem víziló (Hippopotamus amphibius) méretű Josephoartigasia monesi volt, ez azonban a nagy amerikai faunacsere eredményeként kihalt.
A rágcsálók az egyik legnépesebb rendjét alkotják. Mivel betegséghordozók, táplálék szempontjából pedig vetélytársaink is, szerepük igen jelentős, és az is érthető, hogy emberemlékezet óta harcban állunk velük.
A rágcsálók a jégtakarók kivételével az összes földrész valamennyi élőhelyén honosak: sivatagok és erdők, mocsarak, vizek és emberi települések lakói. Újabban az Antarktiszon is megtelepedtek. Szinte bármilyen szerves anyagon képesek megélni, bár leginkább a magokat, növényeket és azok gyökereit kedvelik. A rend legkisebb képviselője a törpeegér (Micromys minutus), a legnagyobb a dél-amerikai vízidisznó (Hydrochoerus hydrochaeris).
Minden rágcsáló felső és alsó állkapcsában is egy pár metszőfog van. A nyúlalakúakkal ellentétben azonban fogaik csak felül zománcosak. Mivel rágófogaik egész életükben kemény munkának vannak kitéve, hamar elkopnak, de állandóan utána is nőnek. Nincs gyökerük, hosszú ívben és enyhén előrehajolva, mélyen benyúlnak az állkapocsba. Ha egy rágcsáló nem tud eleget rágni, hamarosan éhen pusztul, mivel fogai annyira túlnőnek, hogy nem képes enni sem. A rágófogak előtt található a diastema, egy széles foghézag a szemfog helyén. A zápfogak többé-kevésbé összefüggő rágófelületet alkotnak. Az egyes érzékszervek a különböző fajoknál eltérően fejlettek, de sehol sem különlegesen kifinomultak. Így például az egérformák (Murinae) jól látnak, de a földikutyaformák (Spalacinae), amelyek szemét bőrredő fedi, hiányzik ez a képessége. Mivel ezek az állatok a föld alatt élnek, elsősorban tapintó- és szaglószervükkel kell tájékozódniuk. A fülekkel is hasonló a helyzet: az egerek jól hallanak, de az olyan fajoknál, mint a hód (Castoridae) és a pézsmapocok (Ondatra zibethicus), a hallószerv elcsökevényesedett. A szaglás azonban mindegyik rágcsálónál nagyon fontos. Különösen sok mirigy figyelhető meg a közönséges kószapocok (Arvicola amphibius) oldalsó és lágyéktájékán, a mormotánál (Marmota) ugyanez a pofa, a norvégiai lemmingnél (Lemmus lemmus) pedig a fül környékén található. Híres az úgynevezett hódpézsma, amelynek illatanyaga „olajzacskókban” képződik. E váladékok közül némelyik olyan aromás, hogy évszázadok óta használják parfümök előállítására (mósusz). A rágcsálók nagymérvű és az ember számára néha kedvezőtlen elszaporodásában fontos szerepet játszik szociális viselkedésük. Az egyes közösségek tagjai rendszerint szorosan összetartanak. A szülők nemcsak saját kölykeiket védik, hanem a már nagyobb fiatalokat és a nagycsaládba tartozó többi rokont is. E szoros összetartás folytán kedvező feltételek mellett rendkívül sok egyed képes igen szűk helyen együtt élni, ami olykor-olykor hatalmas állományingadozáshoz vezet: ezrével pusztulnak éhen, fagynak vagy fulladnak meg, esetleg kénytelenek elvándorolni.
Néhány rágcsálót hasznosítani is tud az ember: nagyra értékeli a hód, a csincsilla (Chinchilla lanigera), a nutria (Myocastor coypus) és a pézsmapocok bundáját; a fehér egeret (Mus musculus) és a patkányt (Rattus) kísérleti állatként használja fel az orvosi, gyógyszerészeti laboratóriumokban.

## Rendszerezés
A rendbe az alábbi alrendek, alrendágak öregcsaládok és családok tartoznak:

A ma élő rágcsálófajok 2/3-a az egéralkatúak (Myomorpha) alrendjébe tartozik

- pikkelyesfarkúmókus-alkatúak (Anomaluromorpha) – alrend
  - pikkelyesfarkúmókus-félék (Anomaluridae)
  - ugrónyúlfélék (Pedetidae)

- hódalkatúak (Castorimorpha) – alrend
  - hódfélék (Castoridae)
  - tasakospatkány-félék (Geomyidae)
  - tasakosegér-félék (Heteromyidae)

- sülalkatúak (Hystricomorpha) – alrend
  - Ctenodactylomorphi - alrendág
    - gundifélék (Ctenodactylidae)

  - Hystricognathi - alrendág
    - Bizonytalan helyzetű család a Hystricognathi alrendágon belül
      - gyalogsülfélék (Hystricidae)

    - Phiomorpha - részalrend
      - turkálófélék (Bathyergidae)
      - sziklapatkányfélék (Petromuridae)
      - nádipatkányfélék (Thryonomyidae)

    - Caviomorpha - részalrend, amely az amerikai sülcsaládokat foglalja magába
      - kúszósülfélék (Erethizontidae)
      - csincsillafélék (Chinchillidae)
      - pakaránafélék (Dinomyidae)
      - tengerimalacfélék (Caviidae)
      - agutifélék (Dasyproctidae)
      - pakafélék (Cuniculidae)
      - tukók (Ctenomyidae)
      - csalitpatkányfélék (Octodontidae)
      - csincsillapatkány-félék (Abrocomidae)
      - tüskéspatkányfélék (Echimyidae)
      - nutriafélék (Myocastoridae)
      - hutiák (Capromyidae)
      - †Heptaxodontidae

  - Bizonytalan helyzetű család a sülalkatúak alrendjén belül
    - Diatomyidae

- egéralkatúak (Myomorpha) – alrend
  - Dipodoidea - öregcsalád
    - ugróegérfélék (Dipodidae)

  - Muroidea - öregcsalád
    - tüskéspelefélék (Platacanthomyidae)
    - földikutyafélék (Spalacidae)
    - Calomyscidae
    - madagaszkáriegér-félék (Nesomyidae)
    - hörcsögfélék (Cricetidae)
    - egérfélék (Muridae)

- mókusalkatúak (Sciuromorpha) – alrend
  - hódmókusfélék (Aplodontiidae)
  - mókusfélék (Sciuridae)
  - pelefélék (Gliridae)